# 糙葉耳藥花
糙葉耳藥花（学名：Otanthera scaberrima）为野牡丹科耳藥花屬下的一个种。

## 扩展阅读
- 維基物種上的相關：糙葉耳藥花